# هوایگانان
هوایگانان (نام علمی: Aeromonadaceae) نام یک تیره از راسته هوایگان‌سانان است.
نام Aeromonad به معنی یگان هوادهنده (منتشرکننده گاز) است.